# Everybody
Everybody е песен на американската певица и текстописец Мадона от едноименния ѝ дебютен албум. Песента е издадена на 6 октомври 1982 г. от Sire Records. Демото е записано съвместно със Стивън Брей, с когото Мадона в бъдеще ще запише още много песни. Млада изпълнителка успява да убеди диджей Марк Къминс да пусне песента ѝ по време на негово участие в клуба, където тя работи по това време. Той е особено впечатлен от песента и я предоставя на Sire Records, които от своя страна предлагат договор на Мадона за записването на две песни. След края на записите изпълнителният директор на Sire Майкъл Розенблат прослушва двете песни, но решава да издаде само Everybody, защото само тя му допада.
Песента е с отчетлив R&B ритъм и първоначално при слушане „Everybody“ можела да остави в слушателя впечатлението, че Мадона, тогава никому неизвестна, е чернокожа изпълнителка. Това объркване се получава, защото когато сингълът е издаден на обложката не присъства Мадона, а фигурална композиция с афроамериканци. Мадона успява да убеди Розенблат да бъде заснето видео към „Everybody“. По този начин въпросът с погрешното впечатление е разрешен, а прохождащата певица прави първите си стъпки в професионалната музика.
„Everybody“ не е приета положителна от американската музикална критика и не успява да влезе в класацията Billboard Hot 100, но въпреки това се представя задоволително в класации за денс музика. Песента осигурява на Мадона първата ѝ снимка за каквато и да е медия. „Everybody“ е една от най-често изпълняваните песни на Мадона на нейни изяви на живо и е считана за една от най-добре познатите песни на изпълнителката. Песента е включена в компилацията „Celebration“, издадена 2009 година. Към 2010 Everybody има осъществени продажби от над 250 хиляди копия.